# Chris Chibnall
Chris Chibnall est un scénariste et producteur de télévision britannique. Il est principalement connu pour avoir été l'un des auteurs principaux de la série Torchwood et show runner durant les deux premières saisons. Dramaturge, il a aussi participé à la série Doctor Who. En 2018, il prend la place de Steven Moffat à la tête de cette série jusqu'en 2022 où Russell T Davies revient en tant que producteur exécutif. Il a également pris part à la série Londres, police judiciaire avant de créer la série Broadchurch et son remake Gracepoint.

## Carrière
Élevé dans le Lancashire, il étudie la dramaturgie au Collège universitaire de Sainte Marie à Strawberry Hill. Sa première pièce de théâtre date de 1988, il s'agissait d'une pour un festival de jeunes auteurs de théâtre. Son premier script pour la télévision est un monologue de James Bolam pour la chaîne ITV.
En 2001, il fut contacté pour développer une série du nom de Born and Bred. avec James Bolam et Michael French. La série dure de 2002 à 2005 et Chibnall en est le principal scénariste (il écrit 17 des 36 épisodes) et plus tard le producteur exécutif. 
Il écrit aussi notamment quelques épisodes pour la série policière Life On Mars entre 2006 et 2007. Il est aussi l'un des inspirateurs de la série Merlin,
En 2005, il est approché pour devenir le scénariste principal et le coproducteur de la série spin-off de Doctor Who nommée Torchwood. Diffusée initialement sur BBC Three en octobre 2006 elle rencontra un succès d'audience pour cette petite chaine du câble. Le programme fut nommé pour un Quick Awards en 2007 dans la catégorie "Meilleure nouvelle série" et la série est exportée aux États-Unis et diffusée en France sur NRJ 12, Syfy et Canal Jimmy. Sur les 26 épisodes des deux premières saisons, il écrit 8 épisodes, incluant les épisodes finaux de chaque saison et le premier épisode de la saison 2. Il travaille étroitement avec Russell T Davies, le créateur afin de garder une cohérence avec lui. En 2007, Chibnall écrit aussi un épisode de Doctor Who, Brûle avec moi
En 2007, Dick Wolf et son équipe le sélectionne afin de devenir le showrunner de Londres, police judiciaire pour la chaîne ITV, une série policière reprenant le concept de la série américaine New York, police judiciaire Chibnall en est le principal scénariste et le producteur exécutif, et écrit 6 des 13 premiers épisodes, adaptés de scénarios de la série américaine. La série est un succès critique mais Chibnall décide de quitter la série à l'issue de la seconde saison afin de se concentrer sur des projets plus personnels
Chibnall travaille aussi sur Camelot une version adulte de la légende arthurienne pour la chaine de télévision Starz.
Chris Chibnall a créé la série télévisée britannique Broadchurch, dont la première série a été tournée de aout à novembre 2012, et diffusée depuis le 4 mars 2013 sur ITV au Royaume-Uni et depuis le 17 février 2014 sur France 2 en France
Il est le successeur du scénariste Steven Moffat pour la 11e saison de la série Doctor Who. Il rédige à ce titre la dernière scène de l'épisode de Noël 2017, Il était deux fois. Il occupe ce poste jusqu'en 2022.

## Filmographie sélective
- 2006/2007 : scénariste sur Life on Mars :
  - saison 1, épisode 7 : Cas de Conscience
  - saison 2, épisode 2 : La Chasse aux Ripoux
- 2006/2008 : scénariste sur Torchwood :
  - saison 1, épisode 2 : Premier Jour
  - saison 1, épisode 4 : Femme Cybernétique
  - saison 1, épisode 6 : La Récolte
  - saison 1, épisode 13 : La Fin des temps
  - saison 2, épisode 1 : Le Retour de Jack
  - saison 2, épisode 11 : Envers et Contre Tous
  - saison 2, épisode 12 : Fragments
  - saison 2, épisode 13 : La Faille
- 2007/2012 : scénariste sur Doctor Who :
  - saison 3, épisode 7 : Brûle avec Moi
  - saison 5, épisode 8 : La Révolte des Intra-Terrestres, 1re partie
  - saison 5, épisode 9 : La Révolte des Intra-Terrestres, 2de partie
  - saison 7, épisode 2 : Des Dinosaures dans l'Espace
  - saison 7, épisode 4 : L'Invasion des Cubes
- 2009/2010 : scénariste sur Londres, police judiciaire
- 2013/2017 : scénariste et showrunner sur Broadchurch
- 2018-2022 : scénariste et showrunner sur Doctor Who

## Récompense
- Festival international des programmes audiovisuels de Biarritz 2015 : EuroFipa d’honneur pour Broadchurch et l’ensemble de sa carrière